# Пєсков Микола Дмитрович
Микола Дмитрович Пєсков (рос. Николай Дмитриевич Песков; 3 лютого 1990, Москва) — російський найманець.

## Біографія
Син Прессекретаря Президента Російської Федерації Дмитра Пєскова і його дружини Анастасії, уродженої Будьонної. Правнук маршала Радянського Союзу Семена Будьонного.
В 1990-х роках разом із матір'ю переїхав у Велику Британію, де здобув освіту. Пєсков іноді використовує прізвище свого вітчима Чоулз (англ. Choles). В 2010 році був засуджений до 15 місяців ув'язнення в колонії для неповнолітніх за крадіжку мобільного телефону і пройшов курс боротьби з алкоголізмом і управління гнівом. В 2012 році служив в Ракетних військах стратегічного призначення, брав участь у параді з нагоди 9 травня в Москві. Певний час працював кореспондентом RT. В 2016 році став фігурантом поліцейського розслідування щодо побиття своєї бабусі Інеси Будьонної. В 2017 році російський опозиційний політик Олексій Навальний розкритикував розкішний спосіб життя безробітного Пєскова як доказ корумпованості його батька.  
11 березня 2022 року Міністерство фінансів США ввело проти Пєскова санкції у зв'язку з Російсько-українською війною. 15 березня 2022 року санкції проти Пєскова ввела британська влада і йому заборонили в'їзд в країну.
У вересні 2022 року, під час мобілізації в Росії, опозиційний журналіст Дмитро Нізовцев, соратник Олексія Навального, подзвонив Пєскову і представився співробітником військкомату. Він спитав Пєскова, чому той не з'явився у військкомат. Цей дзвінок транслювався на YouTube в прямому ефірі як приклад непотизму в путінській Росії.
В квітні 2023 року з'явились повідомлення, що Пєсков вступив в ПВК Вагнера і бере участь у вторгненні в Україну як артилерист. Пєсков стверджує, що хотів вступити в ПВК, проте не знав як, тому звернувся за допомогою до батька. Керівник ПВК Євген Пригожин сказав, що Дмитро Пєсков попросив його взяти сина «простим артилеристом».